# Bir Başkadır
Bir Başkadır est une série télévisée dramatique turque en huit épisodes de 49 minutes créée par Berkun Oya sortie le 12 novembre 2020 sur Netflix. La série est sous-titrée en dix-huit langues.

## Synopsis
La série raconte les histoires entrelacées d'une demi-douzaine de personnages. Meryem, une jeune femme, musulmane pieuse, est le personnage principal. Elle fait des allers retour entre le gratte-ciel où elle travaille comme femme de ménage et la banlieue rurale où elle habite. Elle s'occupe de la maison car sa belle-sœur Ruhiye a subi un traumatisme (que l'on découvre au cours de la série) qui affecte fortement son comportement. Le frère de Meryem, mari de Ruhiye, est un soldat devenu videur dans une boîte de nuit et oscille entre douceur et violence psychologique vis-à-vis de sa femme dont il ne comprend pas le comportement. Meryem, qui a des évanouissements, consulte une psychiatre un brin islamophobe. Elle se confie par ailleurs à un hodja à qui elle est censée ne rien cacher de sa vie et de ses pensées. La fille du hodja est homosexuelle et hésite à dire à son père qu'elle ne veut plus porter de foulard,,.

## Distribution
- Öykü Karayel (VF : Nastassja Girard) : Meryem
- Fatih Artman (tr) (VF : Damien Boisseau) : Yasin
- Funda Eryiğit (tr) (VF : Chloé Berthier) : Ruhiye
- Defne Kayalar (VF : Audrey Sourdive) : Peri
- Tülin Özen (VF : Noémie Orphelin) : Gülbin
- Settar Tanrıöğen (VF : Paul Borne) : Ali Sadi Hoca
- Nazmi Kırık (tr) (VF : Yann Guillemot) : Civan
- Nesrin Cavadzade (VF : Olivia Dalric) : Melisa
- Derya Karadaş (tr) (VF : Anne Dolan) : Gülan, la sœur de Gülbin.
- Alican Yücesoy (tr) (VF : Jean-Christophe Dollé) : Sinan
- Bige Önal (tr) (VF : Céline Melloul) : Hayrünnisa, la fille d'Ali Sadi Hoca.
- Öner Erkan (tr) : Rezan, le frère de Gülbin et Gülan.
- Gökhan Yıkılkan (VF : Sébastien Desjours) : Hilmi
- Gülçin Kültür Şahin (VF : Dorothée Jemma) : Mesude
- Esme Madra (VF : Maud Vincent) : Burcu
- Aziz Çapkurt (VF : Bruno Choël) : Ramazan
- Nur Sürer (tr) (VF : Marie Bouvier) : Feray, la mère de Peri.
- Taner Birsel (tr) (VF : Michel Dodane) : Orhan, le père de Peri.

Version française dirigée par Marie-Eugénie Maréchal au studio Karina Films, d'après une adaptation des dialogues de Vanessa Azoulay et Laëtitia Delcroix.
 Source et légende : version française (VF) sur RS Doublage et cartons du doublage français.

## Fiche technique
- Titre original : Bir Başkadır
- Création : Berkun Oya
- Réalisateurs : Berkun Oya
- Scénaristes : Berkun Oya
- Musique : Cem Yılmazer
- Producteur : Ali Farkhonde et Nisan Ceren Göçen
- Sociétés de production : Krek Film
- Société de distribution : Netflix
- Pays d'origine : Turquie
- Langue originale : turc, kurde
- Format : couleur - 16:9 HD - Dolby Digital Plus
- Date de première diffusion :  12 novembre 2020

## Épisodes
Les épisodes, sans titre, sont numérotés de un à huit.

## Réception
La série a suscité un vif intérêt en Turquie. La série dresse un tableau des tensions qui traversent la société turque, notamment entre les conservateurs religieux et les libéraux. Lors de son lancement sur la plateforme de streaming Netflix, elle a été regardée par plusieurs millions de Turcs dès les premiers jours de sa diffusion et elle est devenue le centre de multiples débats au sein des réseaux sociaux, de la presse, et des intellectuels du pays. Elle est également rapidement devenue un objet de la culture populaire, les personnages principaux de la série étant devenus des mèmes,,.
D'après Le Figaro, pour de nombreux Turcs,    « C’est la meilleure série jamais produite dans leur pays. Mais des journalistes très conservateurs l’ont accusée d’attaquer les « valeurs spirituelles et nationales » et demandé sa censure ».
Orient XXI estime que « la critique sociale est tout à fait absente de la série », dans la mesure où, même si la division entre riches et pauvres est représentée, « leur rencontre se fait sur un mode non conflictuel ». Éthos montre également les riches ayant des soucis et des pauvres heureux de vivre démunis, ce qui serait une « autre tendance des productions bourgeoises », déculpabilisante pour les audiences n'ayant plus à s'interroger sur les causes de la pauvreté. Le problème présenté dans Éthos ne serait pas « tant l’inégalité sociale, mais que les pauvres n’ont pas conscience du malheur des riches, et que ces derniers manquent d’empathie envers les pauvres ».